# Irans angreb på Israel oktober 2024
 Ikke at forveksle med Irans angreb på Israel april 2024.
Irans angreb på Israel oktober 2024 var et iransk luftangreb 1. oktober 2024, hvor Irans Revolutionsgarde (en) ifølge det israelse forsvar sendte ca. 200 missiler mod Israel. Angrebet, der dræbte én og sårede to personer, var ifølge den iranske revolutionsgarde en gengældelse for drabene på Ismail Haniyeh, Abbas Nilforoushan (en) og Hassan Nasrallah. Nogle af missilerne blev skudt ned af dels Israels luftforsvar og dels amerikanske destroyere.